# Бисерское сельское поселение
Бисерское се́льское поселе́ние — муниципальное образование в Горнозаводском районе Пермского края Российской Федерации.
Административный центр — рабочий посёлок Бисер.

## История
Статус и границы сельского поселения установлены Законом Пермской области от 10 ноября 2004 года № 1733-354 «Об утверждении границ и о наделении статусом муниципальных образований Горнозаводского района Пермского края»

## Население
| 2010  | 2012  | 2013  | 2014  | 2015  | 2016  | 2017  |
| ----- | ----- | ----- | ----- | ----- | ----- | ----- |
| 1323  | ↘1256 | ↘1219 | ↘1180 | ↘1160 | ↘1136 | ↘1086 |
| 2018  |       |       |       |       |       |       |
| ↘1052 |       |       |       |       |       |       |

## Состав сельского поселения
| № | Населённый пункт | Тип населённого пункта                  | Население |
| - | ---------------- | --------------------------------------- | --------- |
| 1 | Бисер            | рабочий посёлок, административный центр | ↘608      |
| 2 | Старый Бисер     | рабочий посёлок                         | ↘328      |